# Agencia Presbiteriana de Misiones Transculturales
La Agencia Presbiteriana de Misiones Transculturales (APMT) (en portugués Agência Presbiteriana de Missões Transculturais) es una misión evangélica de la Iglesia Presbiteriana de Brasil (IPB), una de las más antiguas denominaciones protestantes de Brasil. Antes se denominaba Junta de Missões Estrangeiras (JME), puesto que se preocupaba únicamente de las misiones fuera de Brasil. Desde finales del siglo XX la APMT trabaja también dentro de Brasil entre tribus indígenas. Sin embargo, conserva misiones fuera de Brasil, en más de 20 países de todos los continentes, con más de 30 misioneros, varios de ellos acompañados por sus familias. Los misioneros son mantenidos económicamente por donaciones voluntarias tanto de sus iglesias como de instituciones relacionadas con ellas, asimismo por donaciones particulares de fieles. Entre los países de habla hispana la APMT tiene misioneros a España, Paraguay, Bolivia y Perú.
Las principales actividades desarrolladas por los misioneros de APMT son la acción social, capellanía hospitalaria, desarrollo y capacitación de liderazgo autóctono, discipulado cristiano, enseñanza teológica, evangelismo, "plantación" de iglesias, enseñanza preescolar y primaria y la traducción de la Biblia. 